# Франс Брюгген
Франс Брюгген (нід. Frans Brüggen; 30 жовтня 1934, Амстердам — 13 серпня 2014) — нідерландський блокфлейтист, диригент та музикознавець.

## Біографія
Навчався в Амстердамському музичному ліцеї, потім — в Амстердамському університеті. З 1955 — професор Королівської консерваторії в Гаазі. У 1981 році створив Оркестр XVIII століття (60 музикантів з 22 країн світу), який грає на інструментах цієї епохи. Виступав як соліст, грав з оркестром La Petite Bande Сігізвальда Кейкена, з Густавом Леонгардтом та іншими автентистами. У 1991–1994 роках керував Камерним оркестром Нідерландського радіо. З 1998 року — запрошений диригент Паризького оркестру. Диригував багатьма оркестрами Європи, включаючи оркестр Консертгебау. Викладав у Гарварді і Берклі.

## Репертуар
До репертуару Брюгге належали композитори від Перселла до Шуберта. Виконував і твори сучасних композиторів, серед яких Лучано Беріо, Луї Андріссен).